# Mercedes-AMG F1 W11 EQ Performance
La Mercedes-AMG F1 W11 EQ Performance è una monoposto di Formula 1 realizzata dalla Mercedes, per gareggiare nel campionato mondiale di Formula 1 2020.
La vettura, guidata dal sei volte campione del mondo uscente Lewis Hamilton (poi riconfermatosi iridato per la settima volta), dal finlandese Valtteri Bottas e dal britannico George Russell (quest'ultimo solamente in occasione del Gran Premio di Sakhir, dove ha sostituito l'indisponibile Hamilton), è stata l'assoluta dominatrice della stagione con 13 vittorie, 15 pole position e 8 giri veloci.

## Livrea

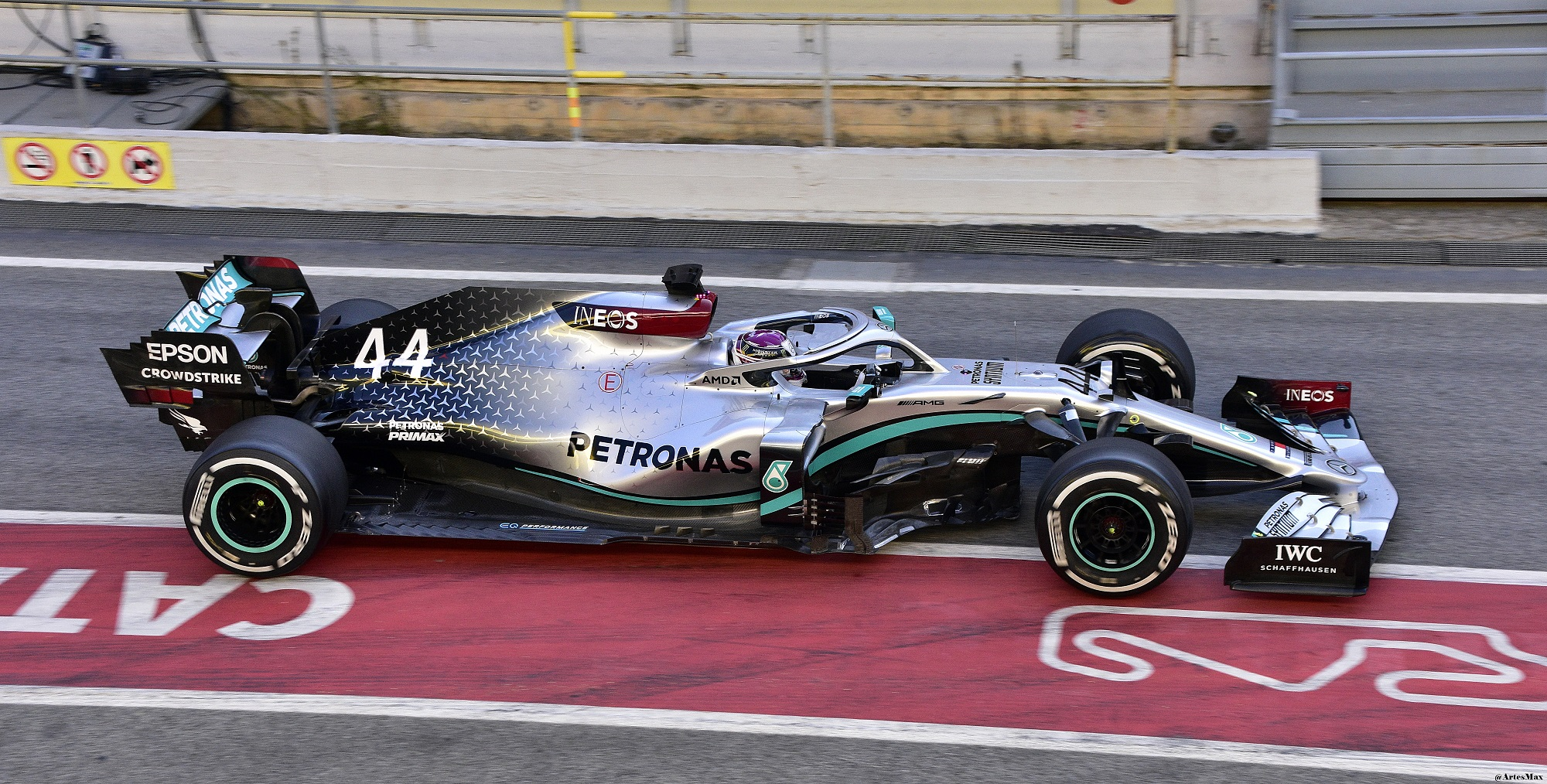
Vista laterale della W11 di Hamilton nell'originaria livrea argento durante i test prestagionali a Barcellona

La livrea originariamente presentata per la W11 il 10 febbraio 2020 era simile a quella della precedente W10, con l'argento predominante e con la zona posteriore che sfumava verso il nero all'altezza del cofano motore; l'unica novità era rappresentata dal colore rosso aggiunto nelle zone dell'airscope, nelle paratie interne dell'ala anteriore e in una sottile fascia di quella posteriore, ciò per via del nuovo sponsor Ineos. Com'era già avvenuto per la seconda parte della stagione precedente, tra le varie stelline presenti al posteriore e rappresentative del logo Mercedes-Benz ne è rimasta una rossa, appena di fronte al numero di gara, in riferimento alla memoria di Niki Lauda. Con tali colori, la W11 si sarebbe dovuta presentare al via del campionato, il 15 marzo 2020 a Melbourne.
Tuttavia, con la sopraggiunta pandemia di COVID-19 che annulla la tappa australiana e posticipa l'inizio della stagione, e soprattutto alla luce del crescente sostegno al movimento Black Lives Matter che vede in prima linea, tra gli altri, l'alfiere Mercedes Lewis Hamilton, la scuderia decide di adottare una nuova livrea atta a sensibilizzare l'opinione pubblica circa la succitata battaglia sociale. Presentata nel giugno 2020, pochi giorni prima del nuovo via alla stagione, ora calendarizzato per Spielberg, la nuova livrea della W11 mostra una netta predominanza del nero sull'argento, quest'ultimo relegato alle stelline sul cofano motore.
Per il Gran Premio di Abu Dhabi, onde celebrare la vittoria del settimo campionato costruttori da parte del team di Brackley, viene presentata una livrea speciale che, nella zona tra il cofano motore e la pinna, elenca i nomi di tutte le persone della squadra che hanno contribuito alla vittoria del titolo 2020; oltracciò, una fila di sette delle stelline che decorano il retrotreno della vettura — in particolare, quelle collocate sotto all'airscope — sono state colorate nel verde aziendale Petronas. Per questa variante di livrea, la stella rossa dedicata a Lauda è stata spostata sotto l'airscope.

## Caratteristiche
Novità principale della monoposto, emersa nel febbraio 2020 durante i test prestagionali di Barcellona, è l'adozione del sistema Dual Axis Steering (DAS): questo permette, durante qualunque momento nel giro di pista, e tramite spostamento assiale del volante, di variare l'angolo di convergenza delle ruote anteriori, permettendo un migliore ingresso in curva e una precisione più elevata; sul rettilineo, riportando lo sterzo in posizione normale, il DAS riallinea le ruote migliorando il rotolamento degli pneumatici e quindi l'efficienza aerodinamica.

## Carriera agonistica

### Test
I piloti chiamati a guidare la vettura durante le sei differenti giornate di test sono i due piloti titolari per la stagione, Lewis Hamilton e Valtteri Bottas. Nella prima giornata le due Mercedes chiudono ai primi due posti realizzando rispettivamente 94 e 79 giri. Durante la seconda giornata, il team si concentra sui long run con gomme dure: ciò porta i due piloti a non far segnare tempi da parte alta della classifica. La terza e ultima giornata della prima sessione di test vede nuovamente i due alfieri Mercedes in testa a tutti, con Bottas davanti ad Hamilton con un tempo di 1'15"732 fatto registrare con gomme morbide C5.
La seconda sessione inizia con una raccolta di informazioni su gomme a mescola C2 e C3, portando i due piloti a non essere competitivi sul giro secco. Il giorno successivo i piloti si concentrano sulla gomma a mescola C3, con il miglior tempo che viene fatto segnare da Bottas in 1'17"985, che gli vale la settima posizione. L'ultima giornata si conclude con Hamilton e Bottas rispettivamente al quinto e al primo posto.

### Stagione

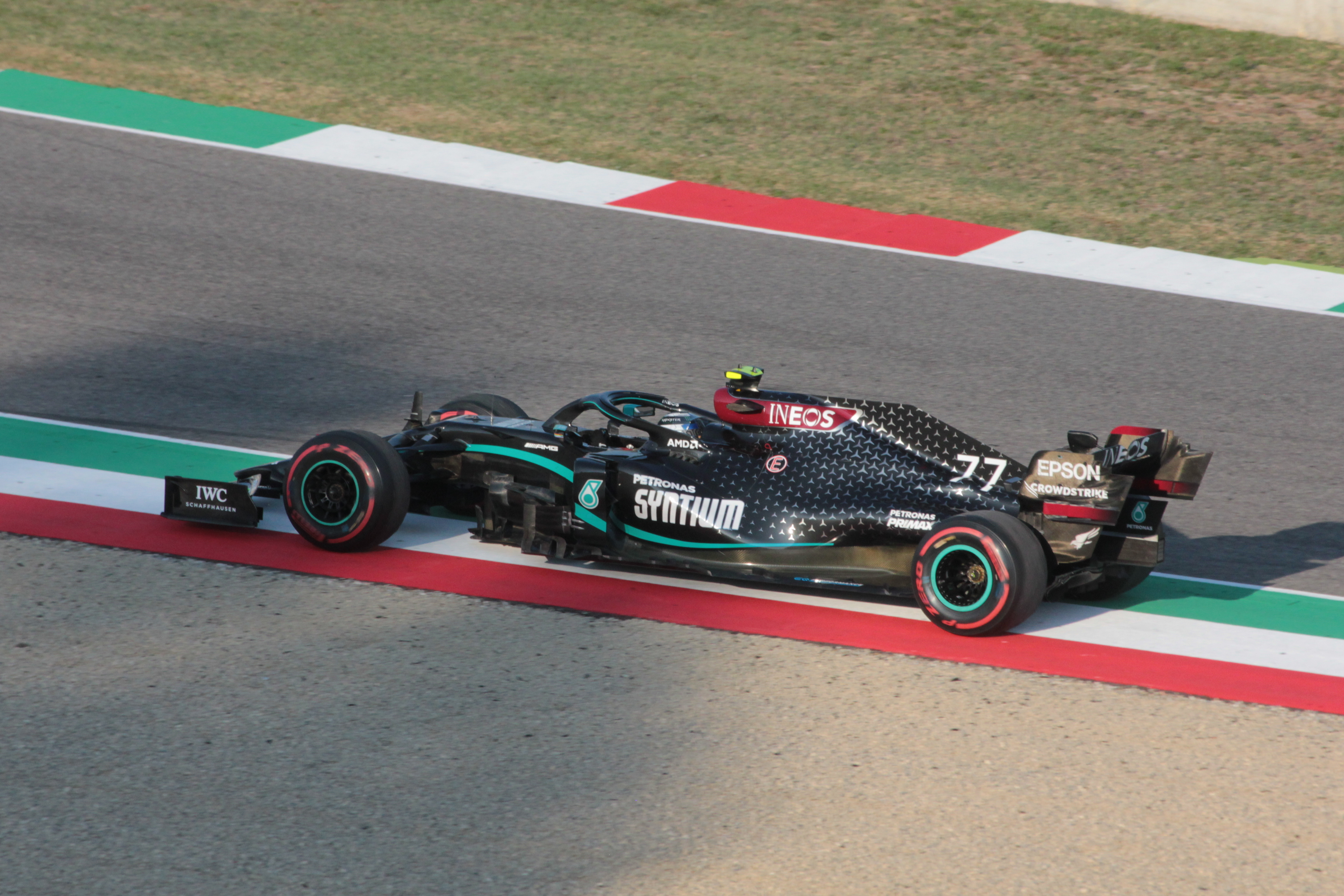
Bottas affronta la seconda Arrabbiata al Mugello

Nel Gran Premio inaugurale in Austria le due Mercedes conquistano la prima fila con Bottas in pole; Hamilton che inizialmente si era qualificato come secondo, viene penalizzato di tre posizioni sulla griglia di partenza per non aver rallentato sufficientemente sotto il regime di bandiera gialla. Nonostante i problemi al cambio patiti per tutta la gara da entrambe le vetture, il pilota finlandese riesce a vincere la sua ottava gara in carriera. Hamilton dopo aver recuperato velocemente posizioni ed essere arrivato dietro a Bottas, si classifica solo quarto a causa di una penalità di 5 secondi per aver causato il contatto con Alexander Albon. Hamilton ha conquistato la pole position nella sessione di qualifiche sotto la pioggia nel Gran Premio di Stiria, con oltre 1 secondo di vantaggio sulla seconda vettura, quella dall'olandese Max Verstappen, mentre Bottas si qualifica quarto. Alla domenica Hamilton domina la gara rimanendo in testa per quasi tutto il Gran Premio e conquista la vittoria, mentre Bottas supera Verstappen nei giri di chiusura finendo al secondo posto per completare così la prima doppietta stagionale.
La settimana successiva in Ungheria, sin dal venerdì il ritmo delle W11 sia in simulazioni qualifica che sul passo gara appare nettamente superiore rispetto alle altre vetture. In qualifica la Mercedes conquista facilmente un 1-2 con Hamilton che ottiene la sua novantesima pole e Bottas secondo con nove decimi di vantaggio sul terzo, Lance Stroll. Hamilton conquista la sua seconda vittoria consecutiva e la sua ottava vittoria all'Hungaroring eguagliando il record di Michael Schumacher per il maggior numero di vittorie in un singolo Gran Premio. Bottas invece commette un errore in partenza scalando al sesto posto al primo giro. Tuttavia il pilota finlandese riesce a recuperare e a chiudere al terzo posto, finendo appena dietro a Max Verstappen.
Al Gran Premio di Gran Bretagna la Mercedes conquista un'altra prima fila con Hamilton che realizza la terza pole stagionale con Bottas staccato di tre decimi. Verstappen, qualificatosi terzo, è a sette decimi dal pilota finlandese. Dopo la partenza che vede Hamilton resistere all'attacco di Bottas, la gara prosegue con le due Mercedes che duellano a colpi di giri veloci e con Bottas che non riesce mai ad avvicinarsi a meno di un secondo dal compagno di squadra. Al cinquantesimo giro la gomma di Bottas cede e il pilota finnico è costretto a compiere quasi un giro prima di poter rientrare ai box uscendo così fuori dalla zona punti. All'ultimo giro lo stesso problema si presenta sulla vettura di Hamilton, che grazie al grande vantaggio accumulato su Verstappen, fermatosi un giro prima, riesce a concludere la gara primo anche se su tre gomme funzionanti. Hamilton vince per la settima volta il suo Gran Premio nazionale, mai successo a nessun pilota nel mondiale di Formula 1. Il britannico ottiene anche il record di Gran Premi condotti per l'intera lunghezza, ovvero 20. Nel Gran Premio del 70º Anniversario è Bottas a conquistare la pole con Hamilton alle sue spalle staccato di meno di un decimo di secondo, con il terzo Nicolas Hülkenberg a otto decimi dal pilota britannico. In gara le Mercedes faticano a tenere un buon passo gara a causa delle elevate temperature che provocano eccessiva usura gomme e blistering. Verstappen riesce così a vincere la gara.
In Spagna e in Belgio Hamilton conquista pole position e vittoria con Bottas rispettivamente terzo e secondo, mentre la prima battuta d'arresto stagionale arriva a Monza, gara in cui al pilota britannico è comminata una penalità di stop and go per essere entrato in pit lane in un momento in cui la stessa era chiusa; Hamilton non riesce quindi ad andare oltre la settima posizione, mentre Bottas si piazza quinto. Nei Gran Premi successivi la Mercedes torna a dominare ed inanella sette vittorie consecutive, sei delle quali conseguite da Hamilton ed una da Bottas; in ognuno di essi, fuorché in Turchia, la scuderia anglo-tedesca conquista anche la pole position. Il Gran Premio di Sakhir è invece caratterizzato dall'assenza di Hamilton (contagiato dalla COVID-19), il cui posto viene preso da George Russell; la gara si rivela però una delusione per la squadra, che in un caotico doppio pit stop confonde i treni di pneumatici riservati a Bottas con quelli di Russell: il finlandese è quindi costretto ad una sosta di circa trenta secondi, mentre il giovane pilota inglese deve sostituire nuovamente le gomme a fine gara per non incappare in una penalità; nelle fasi conclusiva del Gran Premio sosta per la quarta volta a causa d'una foratura lenta.
Nell'ultimo Gran Premio stagionale, caratterizzato dal ritorno di Hamilton, le Frecce d'Argento non hanno il ritmo sufficiente per contrastare Verstappen e concludono sui gradini più bassi del podio. La Mercedes conquista così, con quattro gare d'anticipo, il proprio settimo titolo costruttori consecutivo, seppur con meno punti degli anni precedenti dovuti al minor numero di gare in calendario: viene quindi battuto il record di sei titoli consecutivi allora detenuto a pari merito con la Ferrari, che aveva vinto dal 1999 al 2004. Hamilton vince nuovamente la classifica piloti, ottenendo con tre gare d'anticipo il quarto titolo iridato consecutivo ed il settimo complessivo della sua carriera. Per il secondo anno consecutivo Bottas chiude la stagione al secondo posto in classifica.

## Piloti
| Piloti ufficiali       | Piloti ufficiali  | Piloti ufficiali  |
| Nazione                | Nome              | Numero            |
| ---------------------- | ----------------- | ----------------- |
| Regno Unito (bandiera) | Lewis Hamilton    | 44                |
| Regno Unito (bandiera) | George Russell    | 63                |
| Finlandia (bandiera)   | Valtteri Bottas   | 77                |
| Piloti di riserva      |                   |                   |
| Nazione                | Nome              | Numero            |
| Belgio (bandiera)      | Stoffel Vandoorne | 22                |
| Messico (bandiera)     | Esteban Gutiérrez | Esteban Gutiérrez |

## Risultati in Formula 1
| Anno | Team     | Motore   | Gomme | Piloti   |   |   |   |    |   |   |   |   |   |   |     |   |   |    |   |   |   | Punti | Pos. |
| ---- | -------- | -------- | ----- | -------- | - | - | - | -- | - | - | - | - | - | - | --- | - | - | -- | - | - | - | ----- | ---- |
| 2020 | Mercedes | Mercedes | P     | Hamilton | 4 | 1 | 1 | 1  | 2 | 1 | 1 | 7 | 1 | 3 | 1   | 1 | 1 | 1  | 1 |   | 3 | 573   | 1º   |
| 2020 | Mercedes | Mercedes | P     | Russell  |   |   |   |    |   |   |   |   |   |   |     |   |   |    |   | 9 |   | 573   | 1º   |
| 2020 | Mercedes | Mercedes | P     | Bottas   | 1 | 2 | 3 | 11 | 3 | 3 | 2 | 5 | 2 | 1 | Rit | 2 | 2 | 14 | 8 | 8 | 2 | 573   | 1º   |

| Legenda | 1º posto     | 2º posto | 3º posto    | A punti         | Senza punti/Non class.  | Grassetto – Pole position Corsivo – Giro più veloce |
| Legenda | Squalificato | Ritirato | Non partito | Non qualificato | Solo prove/Terzo pilota | Grassetto – Pole position Corsivo – Giro più veloce |